# ТВ7-117
ТВ7-117 — советский газотурбинный двигатель, разработанный компанией «ОДК-Климов», на основе которого было создано целое семейство турбовинтовых (ТВД) и турбовальных (ТВаД) двигателей для применения в качестве силовой установки самолётов, вертолётов, а также двигателей для малых судов и кораблей.
Является одним из самых экономичных двигателей в своём классе.
Серийно выпускается кооперацией предприятий «Завод имени В. Я. Климова», «ММП имени В. В. Чернышёва» и «ОМП имени П. И. Баранова».

## Устройство
Конструкция двигателя выполнена модульной; замена модулей может быть выполнена непосредственно в условиях эксплуатации, что значительно снижает материальные и временные затраты на сервисное обслуживание и ремонт.
Двигатель выполнен по двухвальной схеме. Главными составными частями являются: осецентробежный компрессор, который включает 5 осевых ступеней и одну центробежную; противоточная кольцевая камера сгорания; осевая двухступенчатая турбина компрессора; осевая двухступенчатая свободная турбина. Турбина компрессора и свободная турбина связаны между собой только газодинамической связью.

## Варианты

### Турбовинтовые
ТВ7-117С
Первый вариант двигателя, ставший в будущем основой для разработки семейства двигателей различного назначения. Разрабатывался с 1980-х годов в Уфимском ОКБ МАП СССР под руководством А. Саркисова. В 1997 году получил сертификат типа АР МАК.
Устанавливался на Ил-114, однако, по утверждению гендиректора ТАПО В. П. Кучерова, с «сырым» двигателем первых серий с назначенным ресурсом в 800 часов и воздушными винтами СВ-34 с ресурсом в 1000 часов самолёт был неконкурентоспособен по сравнению с зарубежными аналогами, что привело к замене двигателей на большинстве произведённых в Узбекистане бортов на Pratt & Whitney 127H с назначенным ресурсом 6000 часов.
ТВ7-117СМ

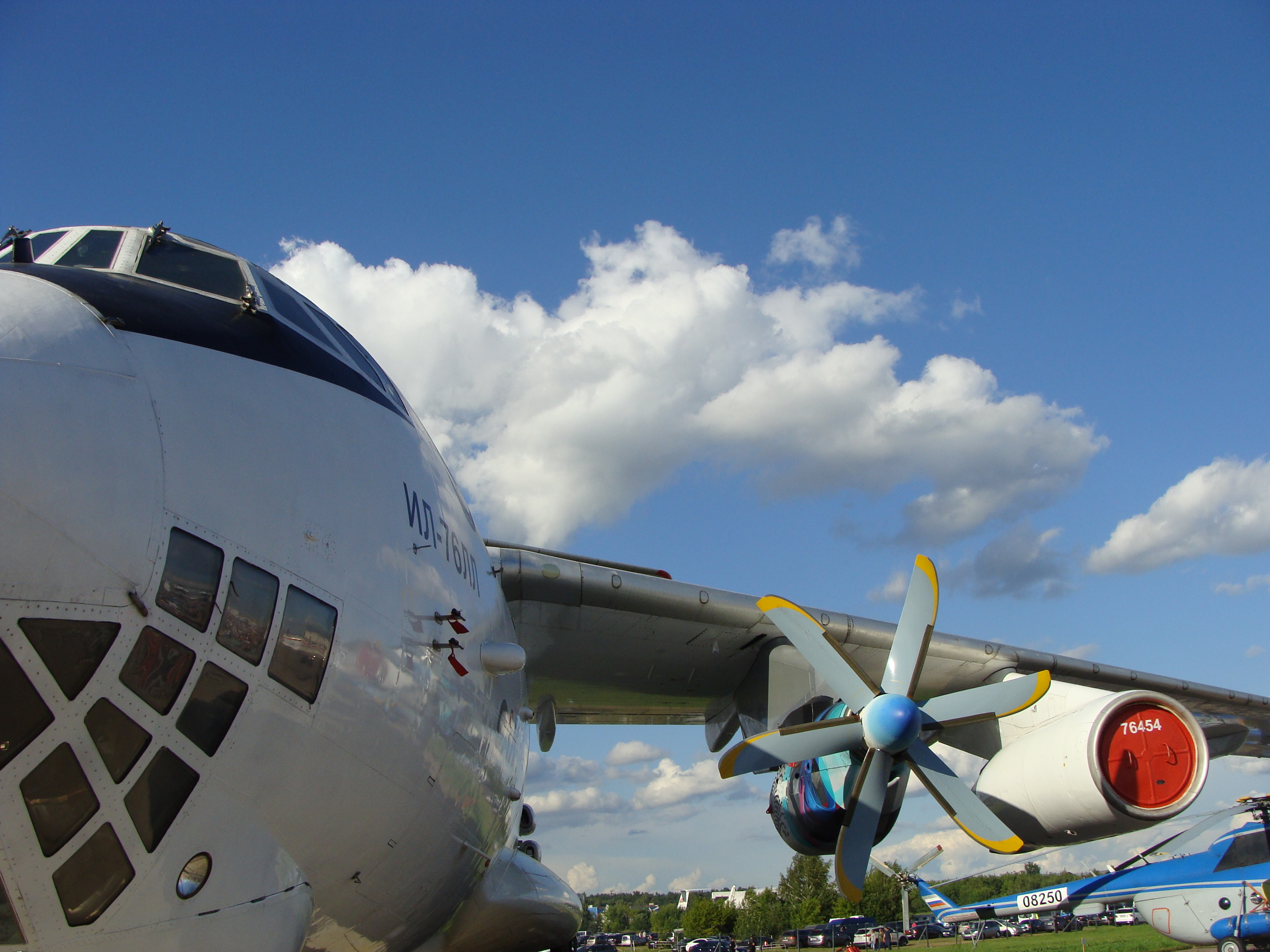
Ил-76ЛЛ с экспериментальным турбовинтовым двигателем ТВ7-117СТ на авиасалоне МАКС-2017.

Усовершенствованный вариант. Разрабатывался для использования в самолёте Ил-114-300. Взлётная мощность — 2650 лошадиных сил. Введена новая цифровая система автоматического управления и контроля, увеличена безотказность, улучшены эксплуатационная технологичность и ремонтопригодность. В 2002 году получил сертификат типа (Дополнение № 114-Д/04 к Сертификату типа № 114-Д). Производство двигателя было определено правительством в качестве приоритетного проекта развития авиационной промышленности. Однако в 2017 году было принято решение устанавливать на обновлённый Ил-114-300 более мощный двигатель ТВ7-117СТ.
ТВ7-117СТ-01
Усовершенствованный вариант ТВ7-117СМ. Разрабатывался с 2014 года «ОДК-Климов» для использования в самолёте Ил-112В, производство начато в 2016 году. В 2017 году было принято решение устанавливать его также на Ил-114-300. Мощность на максимальном взлётном режиме 3000 л. с., на повышенном чрезвычайном режиме — 3600 л. с. При сухой массе не более 500 кг двигатель имеет удельный расход топлива меньше 200 грамм на л. с. в час.
Производство свободной турбины и узлов турбокомпрессора для ТВ7-117СТ, а также сборка двигателей развёрнуты на «ММП имени В. В. Чернышёва», одним из основных поставщиков комплектующих является «НПЦ газотурбостроения „Салют“». В 2016 году начались испытания двигателя. Производство двигателя определено правительством в качестве приоритетного проекта развития авиационной промышленности.
В январе 2023 года Росавиация выдала «ОДК-Климов» сертификат типа Федерального агентства воздушного транспорта РФ №FATA-01033E на двигатель ТВ7-117СТ-01 с системой управления типа FADEC (ЭСУД с полной ответственностью) БАРК-65СМ.
ТВ7-117СТ-02
Вариант ТВ7-117СТ-01. Предназначен для установки на самолёт ТВРС-44. Разрабатывается с 2021 года «ОДК-Климов», производство планируется начать в 2025 году. Мощность на взлётном режиме — 2400 л. с. с возможностью увеличения до 2600 л. с. в чрезвычайном режиме. Сухая масса мотора — 595 кг.
Главными отличиями от базовой версии стали: уменьшенная мощность; маслорадиатор и выхлопной патрубок установлены непосредственно на двигателе; смонтирована замкнутая масляная система с укороченными масляными магистралями (позволяет не сливать масло для замены двигателя); установлен новый генератор переменного тока с более высокой частотой вращения. Другими отличиями стали электрический запуск вместо воздушного, а также обновленные обвязка, электрическая система, конструкции блока автоматического регулирования и контроля. Кроме того, узлы крепления двигателя разрабатываются адаптированными для подвески под крылом. Также был внедрён ряд других более мелких изменений в конструкцию, делающих расход топлива более экономичным, в отличие от базового двигателя. Также общий дизайн двигателя позволяет всем критическим компонентам оставаться вне потенциальной зоны поражения нелокализованных обломков дисков при аварии.
Запланировано изготовление опытной серии из четырёх моторов. Изготовление первого образца началось в 2023 году, в 2024 году начались его стендовые испытания. Планируется, что в первой половине 2025 года будет готов комплект из двух двигателей для установки на самолёт ТВРС-44, который собирают на УЗГА.

### Турбовальные
ТВ7-117В

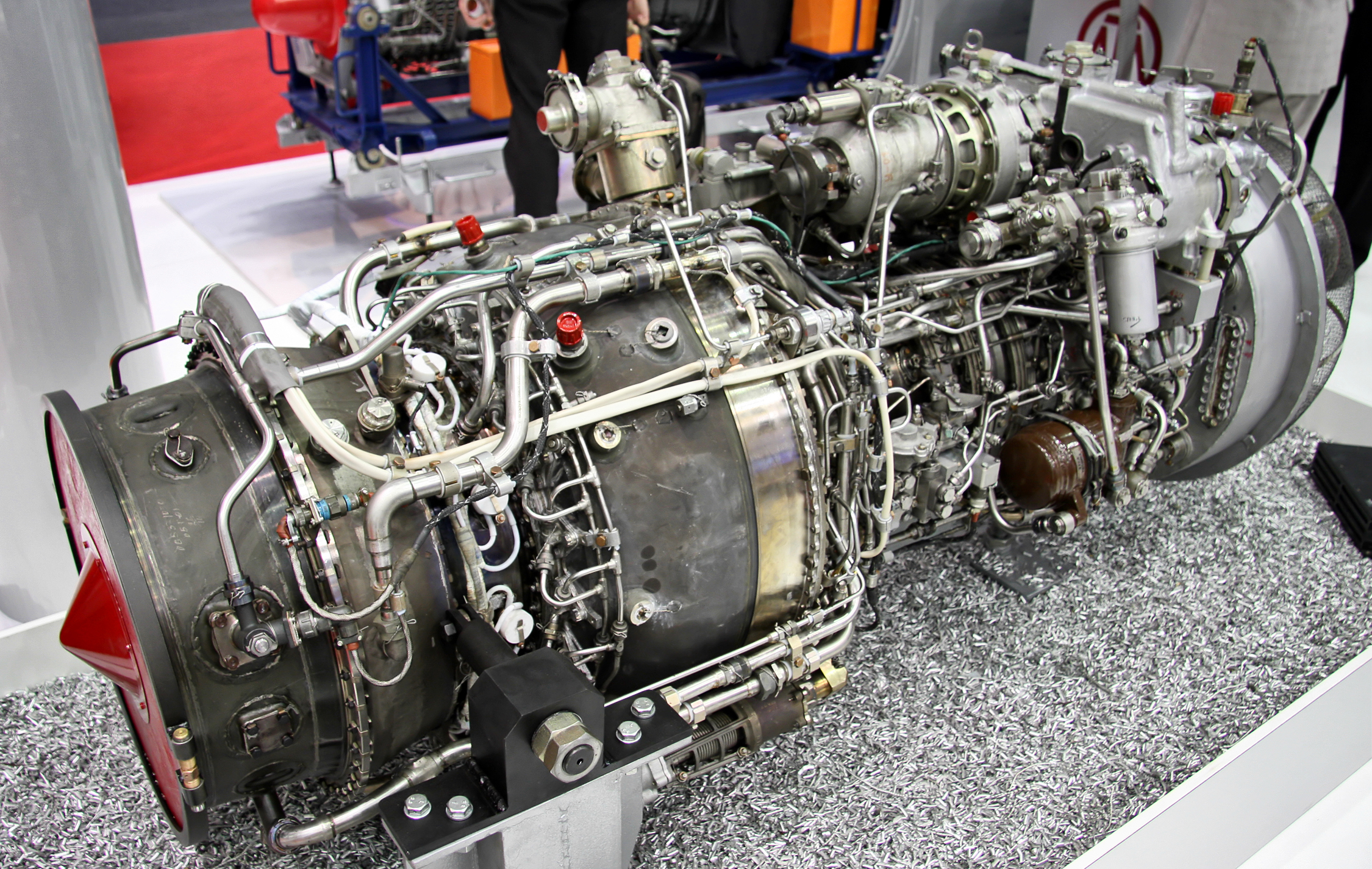
ТВ7-117В для Ми-38

Вариант с выводом вала отбора мощности вперёд. Предназначен для установки на вертолёты типа Ми-38. При номинальной мощности 2500 л. с. этот двигатель на чрезвычайном режиме может развивать 3750 л. с., что даёт возможность безопасно продолжить взлёт при отказе одного из двигателей. Также были подтверждены условия эксплуатации двигателя в диапазоне температур на входе в двигатель от −60 до +50 ºC. Создание двигателя определено правительством в качестве приоритетного проекта развития авиационной промышленности.
ТВ7-117ВК
Вариант с выводом вала отбора мощности назад. Предназначен для установки в вертолёты типов Ми-28, Ка-50 и Ка-52.

### Судовые
ТВ7-117К — судовой вариант двигателя.

### Газотурбинные установки
См. Газотурбинная установка